# Dracula (mini-série, 2020)
Pour les articles homonymes, voir Dracula.
Dracula est une mini-série britannique en trois épisodes d'environ 90 minutes créée par Steven Moffat et Mark Gatiss et diffusée du 1er au 3 janvier 2020 sur BBC One. Elle a également été diffusée et produite par Netflix. Il s’agit de l’adaptation du roman Dracula de Bram Stoker (1897).

## Synopsis
En 1896, Jonathan Harker, un notaire anglais, se rend en Transylvanie pour finaliser la vente d'un château par le comte Dracula. Il survit à sa rencontre avec celui que la légende décrit comme le Mal incarné. Commence un combat sur plusieurs générations entre le vampire et les alliés de la famille Van Helsing.

## Distribution
- Claes Bang[2] (VF : Cédric Dumond) : Comte Dracula
- Dolly Wells (VF : Cathy Diraison) : Sœur Agatha Van Helsing / Dr Zoe Van Helsing
- John Heffernan (VF : Julien Allouf) :  Jonathan Harker
- Morfydd Clark (VF : Claire Baradat) : Mina
- Joanna Scanlan (VF : Anne Plumet) : Mère Supérieure
- Lujza Richter : Elena
- Jonathan Aris (VF : Vincent Ropion) : Capitaine Sokolov
- Sacha Dhawan (VF : Benjamin Gasquet) : Dr Sharma
- Nathan Stewart-Jarrett (VF : Diouc Koma) : Adisa
- Clive Russell (VF : Féodor Atkine) : Valentin
- Catherine Schell (VF : Blanche Ravalec) : Duchesse Valeria
- Patrick Walshe McBride (VF : Alexandre Nguyen) : Lord Ruthven
- Youssef Kerkour (en) : Olgaren
- Natasha Radski : Mère
- Lydia West (VF : Ludivine Maffren) : Lucy Westenra
- Matthew Beard (VF : Thomas Sagols) : Jack Seward
- Mark Gatiss (VF : Patrick Osmond) : Frank
- Tim Ingall : Krasnaya Rubashka
- Chanel Cresswell : Kathleen
- Lyndsey Marshal : Bloxham
- Paul Brennen : Commandant Irving
- John McCrea (en) (VF : Yoann Sover) : Zev
- Sarah Niles (VF : Marie-Madeleine Burguet-Le Doze) : Meg
- Phil Dunster : Quincey Morris

 Source et légende : version française (VF) sur RS Doublage
- Société : Lylo, a Transperfect Company
- Adaptation : Aurélien Vauzelle
- Chargé de production : Elliott Fusy-Pudal
- Direction artistique : Julien Kramer

## Production

### Tournage
Le tournage débute en mars 2019 au Château d'Orava à Banská Štiavnica et Zuberec en Slovaquie. Puis dans les studios de Bray Studios dans le Berkshire.
Le  1er août 2019, l'acteur Mark Gatiss annonce sur Twitter que le tournage est terminé.
Le 29 octobre 2019 la BBC diffuse un teaser.

### Fiche technique
Sauf indication contraire, les informations mentionnées dans cette section peuvent être confirmées par les bases de données cinématographiques IMDb et Allociné,  présentes dans la section « Liens externes ».
- Titre original : Dracula
- Création :  Steven Moffat et Mark Gatiss
- Réalisation : Jonny Campbell (1er épisode) ; Damon Thomas (2e épisode); Paul McGuigan (3e épisode)
- Musique : David Arnold et Michael Price
- Décors : Laura Mayall et Arwel Wyn Jones
- Costumes : Sarah Arthur
- Photographie : Tony Slater Ling BSC
- Montage : Tom Hemmings
- Production : Mark Gatiss et Steven Moffat

Coproduction : Louise V. Say
Production déléguée :  Ben Irving, Larry Tanz et Sue Vertue
- Sociétés de production : Spectral / Hartswood Films / BBC / Netflix
- Sociétés de distribution : BBC One / Netflix
- Pays d'origine :  Royaume-Uni /  Slovaquie
- Langue originale : anglais
- Genres : horreur, drame
- Durée : 88-91 minutes
- Date de diffusion :
  - Royaume-Uni : 1er janvier 2020 sur BBC
  - Monde : 4 janvier 2020 sur Netflix

## Épisodes
| 1 | Les Règles de la bête | The Rules of the Beast | Jonny Campbell | Mark Gatiss et Steven Moffat | 1er janvier 2020 |  |  |  |  |  |  |  |  |  |  |  |  |  |  |
| Jonathan Harker se rend au château du Comte Dracula en Transylvanie pour y conclure l'achat d'une propriété en Angleterre. Un mois plus tard, il est retrouvé en pleine mer et est pris en charge dans un couvent, sa mémoire confuse. Il est interrogé par la soeur Agatha Van Helsing et sa fiancée Mina, qui l'aident à retracer les événements qu'il a vécus au château. À son arrivée, Harker est hébergé par le comte, qui se nourrit de son sang et conserve une apparence jeune, alors que Jonathan devient affaibli et décharné. Harker fouille le château et découvre de nombreux cadavres, tous portant des traces de morsure du comte. Parmi eux, certains, désignés par Dracula comme ses « épouses », sont encore en vie. Dracula finit par tuer Harker, mais il se relève alors et se jette à la rivière. Van Helsing lui fait alors prendre conscience que son corps ne montre aucun signe de vie mais il reste animé et conscient. Harker manque d'attaquer Mina et tente de se tuer d'un pieu. Dracula, qui ressent la présence de Harker se rend au couvent mais se heurte au seuil de la porte qu'il ne peut franchir sans invitation. Van Helsing tente de le convaincre de fuir mais Dracula voit Harker par une fenêtre. Il s'adresse à lui et promet de le tuer lui-même s'il l'invite à entrer. Harker accepte et Dracula peut alors massacrer toutes les nonnes du couvent, sauf Van Helsing et Mina. |                       |                        |                |                              |                  |  |  |  |  |  |  |  |  |  |  |  |  |  |  |
| |                       |                        |                |                              |                  |  |  |  |  |  |  |  |  |  |  |  |  |  |  |
| 2 | Vaisseau sanguin      | Blood Vessel           | Damon Thomas   | Mark Gatiss et Steven Moffat | 2 janvier 2020   |  |  |  |  |  |  |  |  |  |  |  |  |  |  |
| Dracula est à bord du Demeter, chargé de ramener plusieurs personnes par la mer vers l'Angleterre par un certain Balaur. Tous les simples passagers ont un lien avec ce Balaur, et dans la marchandise, on trouve de la terre de Transylvanie. Afin de se dissimuler parmi les autres passagers, Dracula les tue un par un, gagnant par leur sang leurs mémoires et capacités. Peu à peu, les survivants comprennent que Dracula est Balaur et qu'il a choisi les autres voyageurs afin de préparer son arrivée en Angleterre. En cherchant Dracula, ils retrouvent Agatha Van Helsing dans une cabine, très affaiblie. Dracula, qui l'a maintenu en vie, tente de l'accuser pour les crimes commis à bord mais Van Helsing leur fait comprendre qu'il est un vampire. Après un affrontement, Dracula est immolé et il se jette à la mer. Quand le navire arrive au port de Whitby, Dracula réapparaît. Agatha le retient pendant que le capitaine fait exploser le bateau, empêchant Dracula de poser pied à terre. Il se réfugie alors dans un cercueil sous l'eau, rempli de terre. |                       |                        |                |                              |                  |  |  |  |  |  |  |  |  |  |  |  |  |  |  |
| |                       |                        |                |                              |                  |  |  |  |  |  |  |  |  |  |  |  |  |  |  |
| 3 | Sombre boussole       | The Dark Compass       | Paul McGuigan  | Mark Gatiss et Steven Moffat | 3 janvier 2020   |  |  |  |  |  |  |  |  |  |  |  |  |  |  |
| Le cercueil de Dracula est retrouvé sous l'eau. Réveillé par le sang des plongeurs, il atteint la plage où il est accueilli par le Dr Zoe Van Helsing : Dracula est attendu depuis 123 ans. Il tente de la mordre mais son sang le fait vomir et il se laisse interner dans un laboratoire pour y être étudié, lui et son sang. Mais il parvient à contacter un avocat qui le fait libérer. Par le sang de Zoe, Dracula retrouve les souvenirs d'Agatha. En découvrant la vie britannique moderne, il se laisse charmer par Lucy Westenra, une jeune femme qui ne le craint pas et qu'il envisage pour être sa prochaine épouse. Pendant ce temps, la morsure qu'a subi Zoe, atteinte d'un cancer, la change et elle commence à prendre la personnalité d'Agatha et se rend à la propriété de Dracula. Lucy se laisse tuer mais est horrifiée en découvrant son état et ordonne à Dracula de l'achever. Zoe et Dracula se retrouvent et elle fait prendre conscience au comte de ses vrais pouvoirs en lui montrant que contrairement à ce qu'il croyait, il ne craint pas la lumière du soleil. En réalité, il craint de mourir, et sa honte profonde de son sort et d'être rejeté de la société l'a amené à se convaincre que les légendes autour de lui étaient réalité, ce qui lui a donné ses capacités. Alors que Zoe meurt, Dracula boit son sang et se laisse partir avec elle.                                         |                       |                        |                |                              |                  |  |  |  |  |  |  |  |  |  |  |  |  |  |  |

## Univers de la série
L'histoire suit le roman de Bram Stoker avec d'énormes changements.